# Ебл (Аквитания)
Ебл Манцер, наричан Бастард (на френски: Ebles Manzer, на немски: Ebalus Mancer, der Bastard; * 870, † 935) е граф на Поатие (890 – 892 и 902 – 935), Оверн и херцог на Аквитания (927 – 935) от фамилията Рамнулфиди.

## Живот
Той е извънбрачен син на граф Рамнулф II († 890) от Поатие.
През 892 г. Ебл трябва да бяга от граф Адемар, който с помощта на крал Одо е окупирал Поатие. Ебл намира обежище при Вилхелм I Благочестиви, първият княз на Аквитания. С неговата помощ той завладява през 902 г. обратно Поатие, когато Адéмар отсъства. От крал Шарл III Простовати, с когото е израснал заедно, той е признат веднага за легитимен граф на Поатие. Той основава и други вицеграфства.
Ебал завладява през 904 г. Лимузен и през 911 г. е един от командирите на войската, които побеждават норманите с Роло, след което се подписва мирен договор (в Saint-Clair-sur-Epte).
По времето на борбите между Каролингите и Робертините (922) той е на страната на крал Шарл III против маркграф Робер. През 923 г. той отказва да признае новия крал Рудолф от партията на Робертините и той му взема няколко графства.
През 927 г. умира аквитанският херцог Акфред, на когото той е наследник.

## Фамилия
Първи брак: след октомври 891 г. с Арембурга; имат един син:
- Вилхелм III († 3 април 963), граф на Поатие (Вилхелм I) и херцог на Аквитания (Вилхелм III)

Втори брак: февруари 911 г. с Емилиен († 913/915); имат един син:
- Ебалус († 26 февруари 977), от 844 до 963 епископ на Лимож

Трети брак: с Аделе